# Jürgen Ehlers (Geograph)

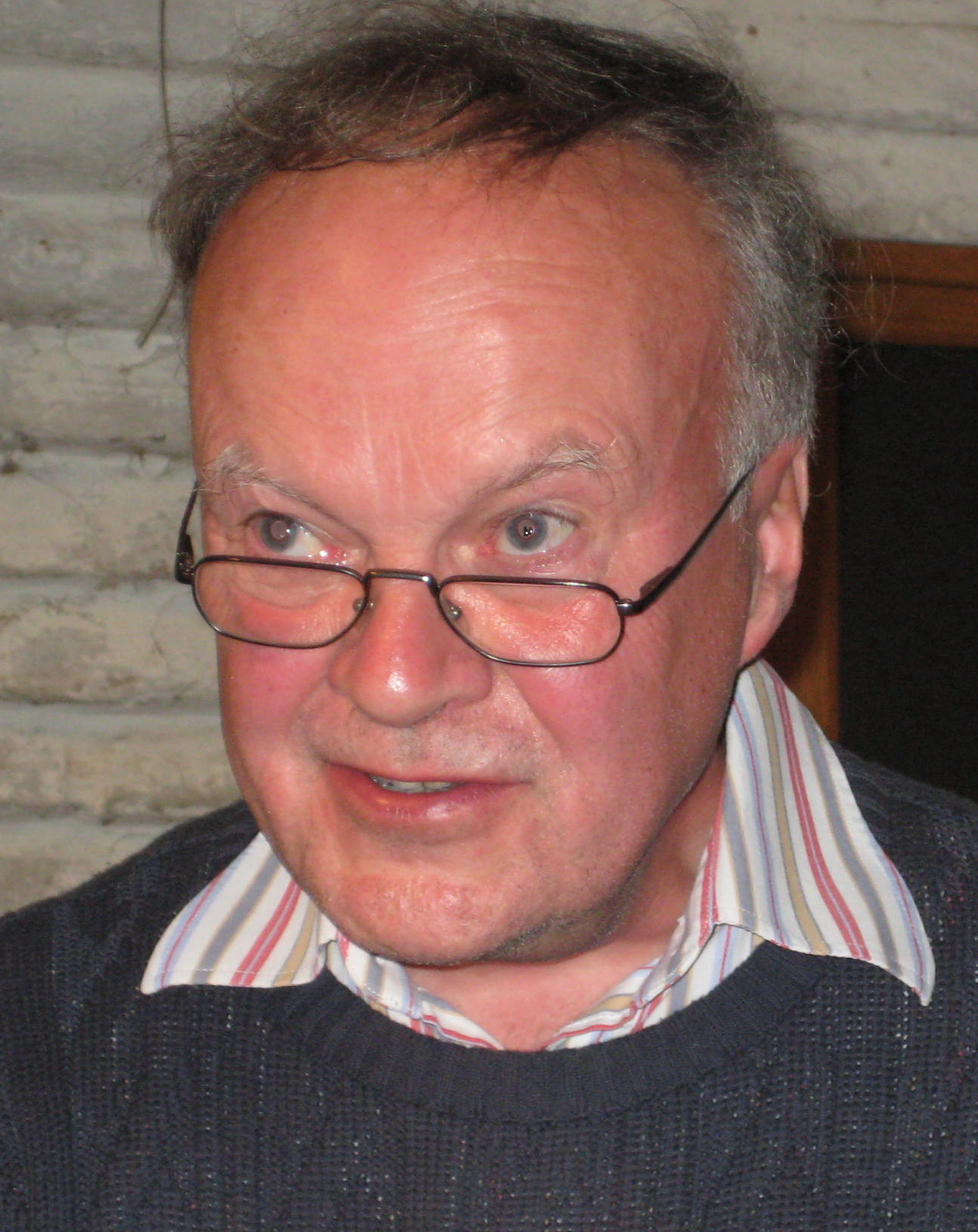
Jürgen Ehlers (2008)

Jürgen Ehlers (* 2. Mai 1948 in Hamburg) ist ein deutscher Geograph und Schriftsteller. Einer breiten Öffentlichkeit wurde er durch seine Kriminalromane und -erzählungen bekannt. Er ist ein führender deutscher Experte in der Geologie des Eiszeitalters.

## Leben
Jürgen Ehlers wuchs in Hamburg-Hausbruch auf und legte in Hamburg 1968 das Abitur ab. Er studierte Geographie an der Universität Hamburg und wurde 1978 mit der Dissertation Die quartäre Morphogenese der Harburger Berge und ihrer Umgebung promoviert. Nach dem Studienabschluss arbeitete er bis zu seiner Pensionierung 2013 beim Geologischen Landesamt Hamburg. Dort war er für die Geologische Landesaufnahme zuständig. 1990 wurde er mit der Schrift Untersuchungen zur Morphodynamik der Vereisungen Norddeutschlands unter Berücksichtigung benachbarter Gebiete habilitiert. Er hatte einen Lehrauftrag an der Universität Bremen. Seine Spezialgebiete sind die Eiszeitforschung und die Küstenmorphologie. 2022 wurde er für seine herausragenden Verdienste in der Quartärforschung mit der DEUQUA-Verdienstmedaille ausgezeichnet.
1992 erschien seine erste Kriminalerzählung. Eine große Zahl seiner Kurzgeschichten wurde in Anthologien und Zeitschriften veröffentlicht. Seinen ersten Kriminalroman Mitgegangen legte er 2005 vor. Im Jahr 2008 erschien das Sachbuch Die Nordsee.
Für seine Kriminalerzählung Weltspartag in Hamminkeln verlieh ihm die Kriminalautorenvereinigung Syndikat, der er angehört, 2006 den Friedrich-Glauser-Preis in der Sparte Kurzgeschichten. Er ist Mitglied der Crime Writers’ Association.
Ehlers lebt mit seiner Familie im Kreis Herzogtum Lauenburg.

## Werke (Auswahl)

### Sachbücher
- Die quartäre Morphogenese der Harburger Berge und ihrer Umgebung, Dissertationsschrift, 1978 (erschienen im Selbstverlag der Geographischen Gesellschaft, Hamburg)
- Untersuchungen zur Morphodymanik der Vereisungen Norddeutschlands, Universität Bremen 1990
- zusammen mit Uwe Schubert: Eppendorf im Wandel in alten und neuen Bildern, Herausgegeben in Zusammenarbeit und mit Unterstützung des Eppendorfer Bürgervereins, Medienverlag Schubert, Hamburg 1991
- zusammen mit Uwe Schubert: Die Walddörfer im Wandel in alten und neuen Bildern, Medienverlag Schubert, Hamburg 1991
- mit Gerhard Stäblein, Belinde Stieve Sturmfluten und ihre Spuren in unbedeichten Salzmarschen des Wattenmeeres, Universität Bremen 1994
- Allgemeine und historische Quartärgeologie, 358 S., Stuttgart, Enke Verlag 1994, ISBN 3-432-25911-5 (englische Übersetzung von Philip Gibbard: Quaternary and glacial geology, John Wiley and Sons 1996)
- Herausgeber mit Philip Gibbard Quaternary Glaciations: Extent and Chronology, 3 Bände, Elsevier 2004 (Band 1: Europe, Band 2: North America, Band 3: South America, Asia, Africa, Australia, Antarctica)
- Herausgeber mit P.L. Gibbard, P.D. Hughes: Quaternary Glaciations - Extent and Chronology, Band 4: A closer look, Elsevier Science, Amsterdam, 2011
- Herausgeber Glacial Deposits in Northwest Europe, Rotterdam, Balkema 1983, ISBN 978-90-6191-223-1
- The Morphodynamics of the Wadden Sea, Rotterdam, Balkema 1988, ISBN 978-90-6191-679-6
- Herausgeber mit P.L. Gibbard, J. Rose: Glacial Deposits in Great Britain and Ireland, Rotterdam, Balkema 1990, ISBN 978-90-6191-875-2
- Herausgeber mit S. Kozarski, P.L. Gibbard: Glacial Deposits in Northeast Europe, Rotterdam, Balkema 1995, ISBN 978-90-5410-189-5
- Die Nordsee. Vom Wattenmeer zum Nordatlantik, Primus Verlag, 2008, ISBN 3-89678-638-5
- Das Eiszeitalter, Spektrum Akademischer Verlag, Heidelberg 2011, ISBN 3-8274-2326-0

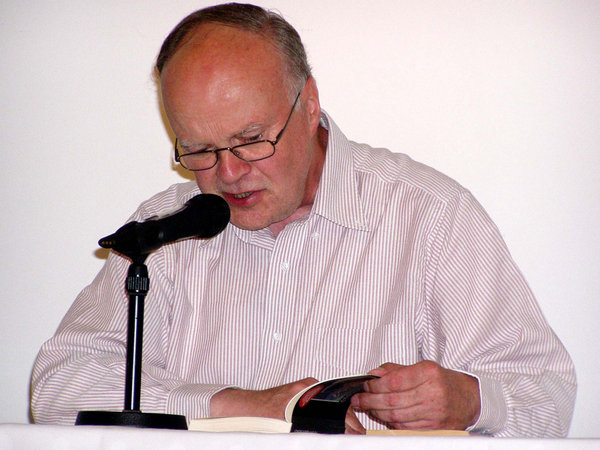
Jürgen Ehlers bei einer Krimilesung (2008)

- mit Per Smed Steine aus dem Norden. Geschiebe als Zeugen der Eiszeit in Norddeutschland, Bornträger, 2. Auflage 2002
- Geo-Touren in Hamburg, Hamburger Behörde für Stadtentwicklung und Umwelt 2008, ISBN 978-3-9810981-5-0
- Hamburg Krimi-Reiseführer, KBV, 2013, ISBN 978-3-942446-99-0
- zusammen mit Philip L. Gibbard, P.D. Hughes: The Ice Age, John Wiley & Sons 2015, ISBN 978-1-118-50780-3

### Kriminalromane
- Die Moorleiche, 2000, Kriminalerzählungen
- Golden Gate Bridge von unten, 2004, Kriminalerzählungen
- Mitgegangen, 2005, Kriminalroman
- Neben dem Gleis, 2006, Kriminalroman
- Mann über Bord, 2007, Kriminalerzählungen
- Die Nacht von Barmbeck, 2008, Kriminalroman
- In Deinem schönen Leibe, 2011, Kriminalroman
- Der Spion von Dunvegan Castle, 2011, historischer Kriminalroman
- Blutrot blüht die Heide, 2012, Kriminalroman
- Nur ein gewöhnlicher Mord, 2014, Kriminalroman
- Abflug oder Tod!, 2014, Thriller
- Die Idylle trügt, 2014, Kriminalerzählungen
- Der Wolf von Hamburg, 2015, Thriller
- Tod auf der Osterinsel, 2015, Thriller
- Die Hyäne von Hamburg, 2016, Thriller
- Die Schlange von Hamburg, 2017, Thriller
- Tod von oben, 2017, Thriller
- Im dunklen Nebel, 2018, Thriller
- Abmurksen und Gin trinken, 2018, Krimi
- Durch die kalte Nacht, 2020, Thriller
- Sturm in die Freiheit, 2021, Roman

### Tonträger
- Ganz schön tot, 2007
- Mitgegangen, 2006